# (152559) Bodelschwingh
(152559) Bodelschwingh – planetoida z grupy pasa głównego asteroid okrążająca Słońce w ciągu 4 lat i 241 dni w średniej odległości 2,79 j.a. Została odkryta 12 października 1990 roku w Karl Schwarzschild Observatory w Tautenburgu przez Freimuta Börngena i Lutza Schmadela. Nazwa planetoidy pochodzi od Friedricha von Bodelschwingha (1831-1910), zajmującego się pomocą społeczną w Bielefeld. Została zaproponowana przez Freimuta Börngena. Przed nadaniem nazwy planetoida nosiła oznaczenie tymczasowe (152559) 1990 TM13.